# Hasvåg
Hasvåg est un village de la commune de Flatanger dans le comté de Trøndelag, en Norvège.

## Description
Le hameau est situé à l'extrémité de la péninsule  de Hasvågøya, à l'extrémité sud-ouest de Flatanger. Le village compte une cinquantaine d'habitants.
Le 28 janvier 2014, un coup de foudre a provoqué la propagation d'un incendie de forêt dans les champs de bruyère entourant le village. L'incendie a détruit la majorité des maisons de Hasvåg, mais personne n'a perdu la vie.

## Galerie

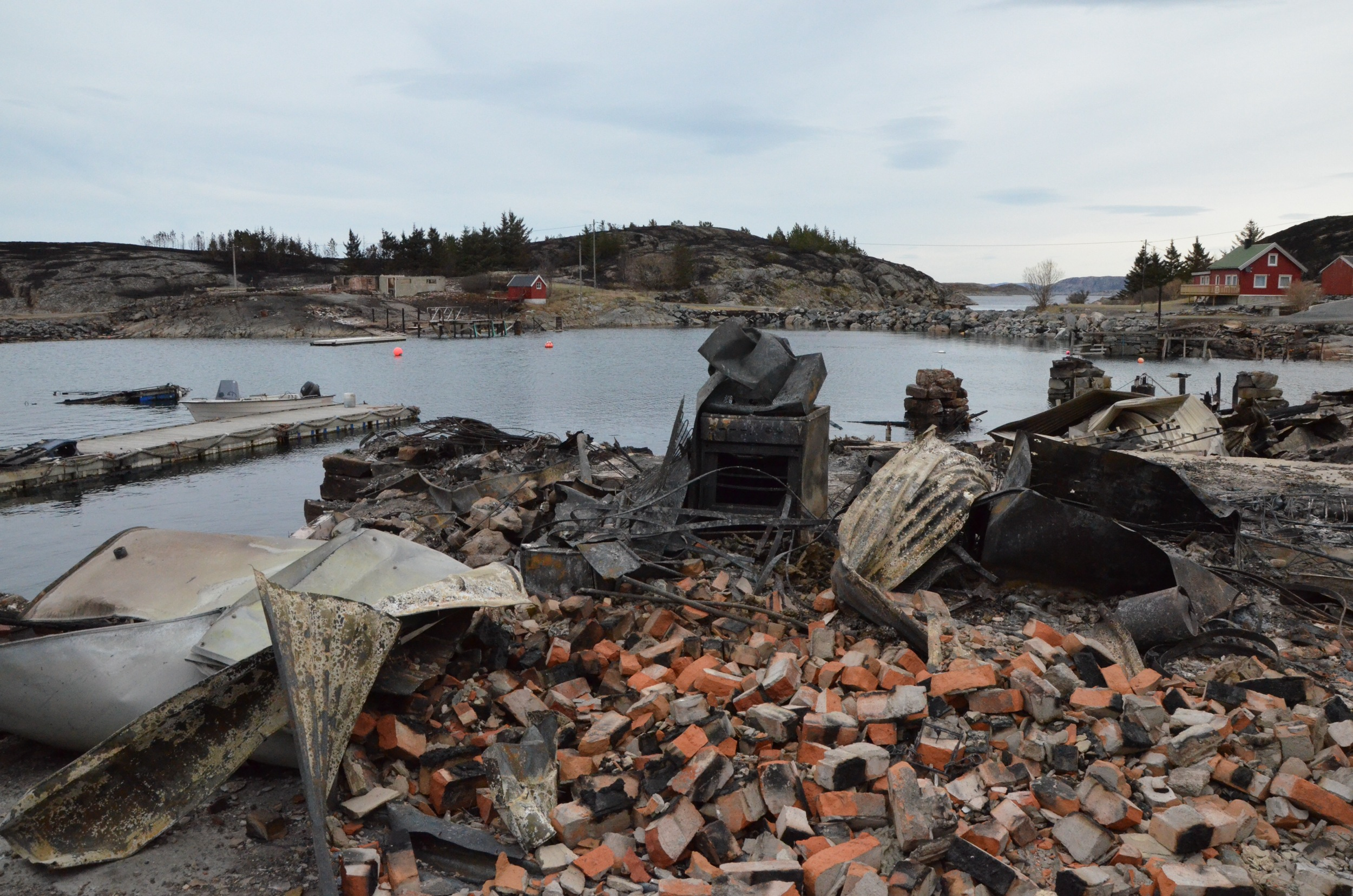
Après l'incendie
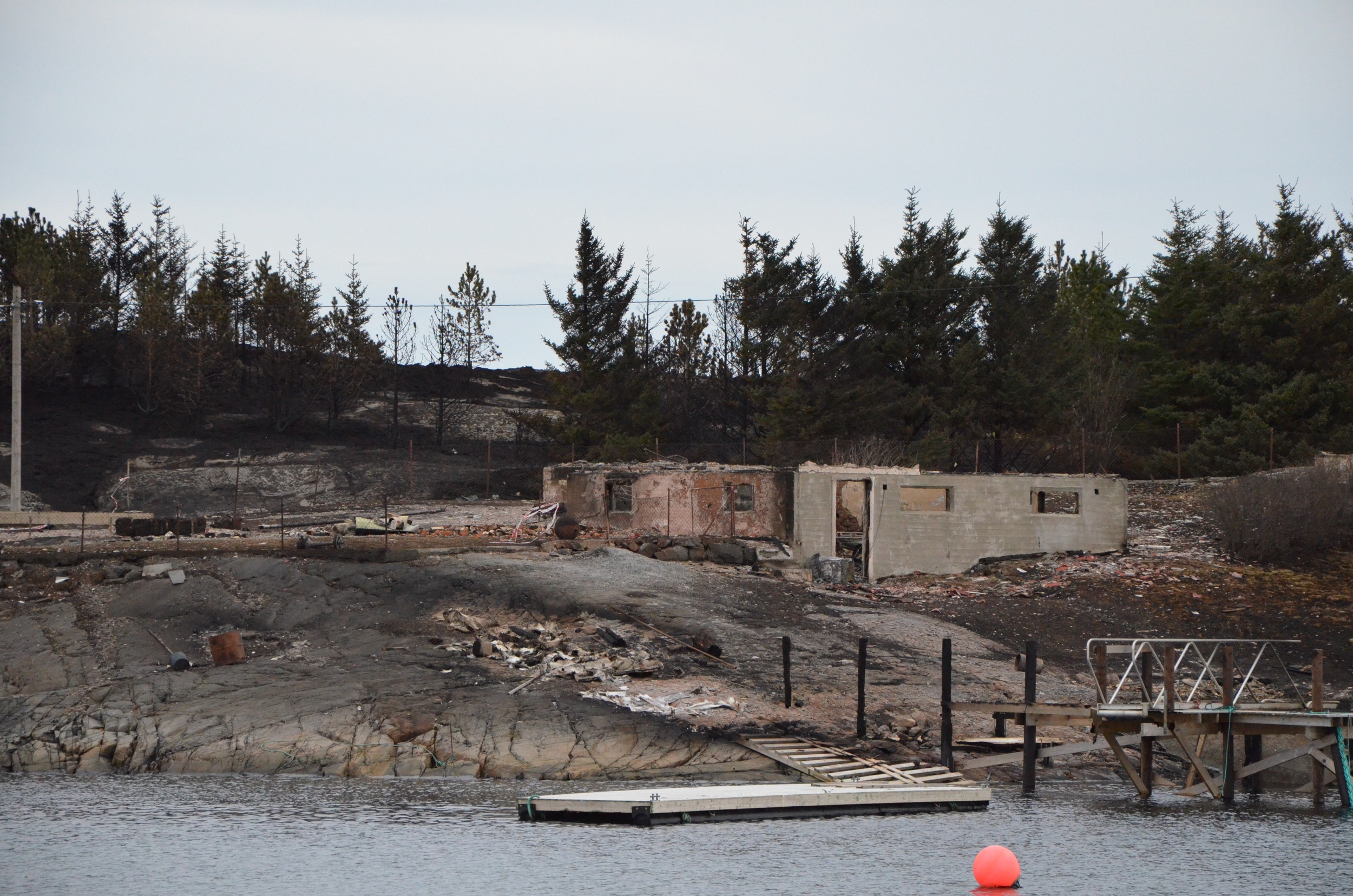
Après l'incendie